# اوروتکو
اوروتکو (روسی: Оротко) یک دریاچه در استان یاقوتستان کشور روسیه است.